# Bernardo Caprotti
Bernardo Caprotti (Albiate, 7 ottobre 1925 – Milano, 30 settembre 2016) è stato un imprenditore italiano.

## Biografia

### Origini e formazione
Primogenito di Giuseppe Caprotti e della francese Marianne Maire, nasce in una famiglia di industriali tessili, cotonieri; dopo di lui nascono i fratelli Guido (1929-2012) e Claudio (1938). Terminati gli studi in Giurisprudenza all'Università degli Studi di Milano con la laurea, viene mandato dal padre negli Stati Uniti per impratichirsi nell'industria del cotone e della meccanica tessile (1951). Lavora nelle catene di montaggio di carde, ring (filatoi continui ad anello), telai, oltre che alla borsa cotoni di Wall Street. Dopo un anno di permanenza torna e, all'inizio del 1952, comincia il suo lavoro nell'industria di famiglia in Brianza. Nell'estate del 1952, dopo l'improvvisa morte del padre, si trova, ventiseienne, a gestire l'impresa.

### La creazione di "Esselunga"
Nel 1957 si presenta l'opportunità di partecipare alla fondazione della prima società di supermercati in Italia, iniziativa di Nelson Rockefeller. Caprotti continua tuttavia il suo lavoro nel tessile e solo nel 1965 comincerà a occuparsi dei supermercati a tempo pieno. Rockefeller tre anni prima aveva ceduto la maggioranza dell'azienda alla famiglia Caprotti. La catena assume la denominazione di Esselunga. Negli anni viene creata una catena di 170 punti di vendita e alcuni grandi centri alimentari, tutti centralizzati riforniti da un centro di distribuzione unico: grandi negozi con reparti dedicati ai vari specifici settori, frutta e verdura, gastronomia, vini.

### Matrimoni e figli
Bernardo Caprotti si sposò due volte. Dal primo matrimonio con Giorgia Umberta Venosta, detta Giorgina, (*1940 †2021), ebbe due figli:
- Giuseppe (*1960);
- Violetta (*1962).

In seconde nozze si unì con Giuliana Albera (*1942), e la coppia ebbe una figlia:
- Marina Sylvia Moncada di Paternò (*1978), amministratore delegato di Esselunga dal 2020.

### Le vicende giudiziarie
Nel 1996 patteggiò 9 mesi di condanna per tangenti alla Guardia di Finanza, più una multa (pari appunto all'importo della tangente pagata alla Guardia di Finanza). Il 21 settembre 2007 a Milano, presenta il suo libro, Falce e carrello. Nel gennaio del 2010 riceve una laurea honoris causa in architettura all'Università degli Studi di Roma "La Sapienza". Il 23 dicembre 2013, all'età di 88 anni, rassegna le dimissioni da tutte le cariche aziendali.
L'11 aprile 2013 Bernardo Caprotti ha ufficializzato la donazione alla Pinacoteca Ambrosiana di un dipinto su tavola del XVI secolo, acquistato nel gennaio 2007 da Sotheby's per 440 000 dollari. Si tratta di un volto di Cristo attribuito al pittore Gian Giacomo Caprotti, artista noto come il Salaino o Salaì, ragazzo di bottega, allievo, modello e amico di Leonardo da Vinci. Secondo le analisi di Maurizio Zecchini ed Ezio Buzzegoli pubblicate in un volume edito da Marsilio Editori, il quadro sarebbe un ritratto del Salaì realizzato da Leonardo stesso. Questa tesi ha scatenato le reazioni della comunità scientifica: Maria Teresa Fiorio, Giulio Bora e Pietro Marani (tra i massimi esperti leonardeschi) l'hanno ricusata, definendo l'opera "di alta qualità", ma priva del "vigore, plasticità, forza" propri delle opere di Leonardo. Non si è invece espresso con nettezza mons. Franco Buzzi, prefetto della Biblioteca Ambrosiana, che lasciò il compito a una ricerca storico-artistica. Nel suo testamento, Caprotti fece riferimento alla querelle sull'opera, accusando Buzzi e Marani di averlo dileggiato e che l'esperienza l'aveva spinto a riconsiderare la sua originaria volontà di destinare alcune opere di sua proprietà alla GAM di Milano.
Caprotti è stato inoltre denunciato per stalking nei confronti dei due figli di primo letto, Giuseppe e Violetta.

### Gli ultimi anni e la morte
Muore il 30 settembre 2016 presso la casa di cura Capitanio di Milano, una settimana prima del suo novantunesimo compleanno. I funerali, organizzati per sua esplicita volontà di buon mattino, in forma privata e senza pubblici annunci sui giornali, vengono celebrati il successivo 3 ottobre presso il santuario di San Giuseppe a Milano, non distante dalla sua residenza abituale. La salma è stata poi tumulata nella cappella di famiglia presso il cimitero di Albiate (MB).

## Controversie

### La causa di "Coop Italia" contro Caprotti
Nel suo volume Falce e carrello Bernardo Caprotti sostenne di aver incontrato ostacoli all'espansione del suo gruppo nelle regioni «rosse» e accusò le Coop locali di gravi scorrettezze commerciali, oltre che di intrecci indissolubili con la politica. Le prime sentenze nei confronti di Coop Estense e Coop Liguria diedero ragione a Bernardo Caprotti ed Esselunga.
Nel 2008 fu direttamente Coop Italia a querelare Caprotti: il 16 settembre 2011 il tribunale di Milano diede ragione alla ricorrente, sentenziando che il libro integrava «un'illecita concorrenza per denigrazione ai danni di Coop Italia»; Esselunga fu condannata per concorrenza sleale a un risarcimento di 300.000 euro (accogliendo quindi solo in parte la richiesta di Coop, che aveva chiesto un risarcimento di 40 milioni di euro) e al ritiro del pamphlet dal mercato, vietando inoltre di reiterarne la pubblicazione e di diffonderne i contenuti. Oltre a Caprotti e a Esselunga spa furono condannati anche Geminello Alvi, curatore della prefazione, Stefano Filippi, coautore, e la casa editrice.
Il 21 dicembre 2011, tuttavia, il giudice della prima sezione civile della Corte d'Appello di Milano ha accolto la richiesta di sospensiva presentata da Esselunga contro la precedente sentenza. Conseguentemente, in attesa del giudizio di secondo grado, il libro è stato ristampato e ridistribuito nel circuito commerciale. Anche il risarcimento è stato sospeso. Nell'ordinanza la Corte ha rilevato tra l'altro che il ritiro delle copie di Falce e carrello e il divieto di pubblicazione aveva «una sostanziale valenza di sequestro e censura», provvedimenti che possono essere attivati solo in presenza di stampa oscena, plagio, apologia del fascismo e scritti privi dei requisiti per individuare i responsabili.
Nel giugno 2012 l'Antitrust ha condannato Coop Estense a pagare una sanzione di 4.600.000 euro e a rimuovere gli ostacoli alla concorrenza creati illegittimamente a danno della Esselunga.
Caprotti è stato condannato a 6 mesi per diffamazione nel 2016 , in merito ad un servizio giornalistico di Libero.
Il patron di Esselunga riservò un ultimo attacco al sistema cooperativo nel passaggio conclusivo del suo testamento, dove parlando della sorte della sua azienda chiosò

## Riconoscimenti
Nel 2017 il Comune di Milano ha deciso che il suo nome venga iscritto nel Famedio di Milano, all'interno del Cimitero Monumentale.

## Opere
- Falce e carrello. Le mani sulla spesa degli italiani - 2007